# Малевич, Олег Михайлович
Олег Михайлович Малевич (24 июня 1928, Ленинград — 13 июня 2013) — российский литературовед, богемист, переводчик, поэт.

## Биография
Родился в семье военного инженера и учительницы. Отец — Малевич Михаил Моисеевич — был арестован в 1936 и умер в том же году в Устьпечлаге (реабилитирован посмертно). Мать — Шмарова Людмила Михайловна — три месяца в 1938 была под арестом, как жена «врага народа» (потом освобождена без последствий).
В 1932—1934 Малевич жил вместе с родителями во Франции (отец работал военпредом в торгпредстве). В 1935—1936 семья жила в Москве, где инженер Малевич служил в одном из наркоматов. После ареста отца Малевич с матерью вернулся в Ленинград.
Малевич прожил в родном городе весь первый блокадный год и лишь в августе 1942 с матерью эвакуировался через Ладожское озеро на Большую землю, в Новосибирскую область, Купинский район. Летом работал в колхозе, зимой учился. В 1944 вернулся в Ленинград, где окончил школу. В 1947—1953 учился в ЛГУ, позднее (1958—1961) — в аспирантуре того же университета и Карлова университета в Праге (1961—1962). Диссертацию по теме «Раннее творчество Карела Чапека» защитил в ЛГУ в 1964. В 1998 Малевичу присвоено звание почетного доктора Карлова университета.
В 1950 — начале 1960-х Малевич преподавал русскую литературу в старших классах ленинградских школ.
Лауреат премий «Bohemica» (вместе с женой В. А. Каменской) (1981), «Artis Bohemiae amicis» (2009), «Gratias agit» (2011).
Сфера научных интересов — история чешской и словацкой литературы XIX—XX веков, творчество К. и Й. Чапеков, В. Ванчуры, русско-чешские и русско-словацкие культурные связи.
Малевич более всего известен своими литературоведческими трудами (вышедшими по-чешски книгами «Братья Чапек», «Своеобразие чешской литературы» и «В перспективе десятилетий», опубликованными по-русски монографиями «Карел Чапек» и «Владислав Ванчура» и «Братья Чапек», а также сборниками и антологиями «Карел Чапек об искусстве», «Карел Чапек в воспоминаниях современников», «Аппассионата под гильотиной», «Поэты пражского „Скита“»).
Малевичем сделаны более двухсот переводов из чешской и словацкой прозы, драматургии и поэзии. Многие переводы сделаны в соавторстве с женой В. Каменской, а также совместно с В. Савицким и И. Иновым.
Основные переводы: Карел Полачек: Эдудант и Францимор (М., 1967); Д. Хробак. Дракон возвращается (М., 1968); К. Светлая. Деревенский роман (совместно с В. А. Каменской) (Л., 1972); сочинения И. Ольбрахта, Р. Пытлика, М. Руфуса, Т. Г. Масарика, Карела Чапека, П. Когоута и других чешских и словацких прозаиков и поэтов.
Помимо В. Каменской, в совместной с Малевичем работе над переводами участвовали В. Савицкий и И. Инов.
Особое место в творчестве Малевича занимает поэзия. Изданы 3 книги стихотворений — «Пешеход» (Л. 1991), «Между двумя поцелуями» (СПб., 2009) и «Постскриптум» (посмертно, СПб., 2015).
В последние годы жизни Олег Малевич подготовил к изданию двухтомник «Поэты пражского „Скита“» (С-Пб., 2005—2007) и книгу «Строители храма» — полное собрание сочинений Отакара Бржезины на русском языке (С-Пб., 2012).
Совместно с петербургскими богемистами И. Иновым, И. Порочкиной и В. Каменской в 1995 году основал в Санкт-Петербурге Общество братьев Чапеков, которое действует по сей день, занимаясь изучением и популяризацией гуманистического творческого наследия братьев Йозефа и Карела Чапеков, а также чешской культуры в целом.

## Лит
Собственные книги:
- Карел Чапек. Критико-биографический очерк. М., 1968; 1089;
- Владислав Ванчура. Критико-биографический очерк. Л., 1973;
- Bratři Čapkové. Praha, 1999; Osobitost české literatury. Praha, 2009 (Самобытность чешской литературы);
- Пешеход. Стихи 1947—1987. Л., 1991;
- Между двумя поцелуями. СПб., 2009 (посвящена памяти жены и литературного соратника).

### Переводы
К. Полачек. Эдудант и Францимор. М., 1967; Д. Хробак. Дракон возвращается. М., 1968; К. Светлая. Деревенский роман. Л., 1972, в соавторстве с В. А. Каменской; И. Ольбрахт. Удивительная дружба актера Есениуса. М., 1973, в соавторстве с В. А. Каменской; Р. Пытлик. Гашек. М., 1977; М. Стингл. Тайны индейских пирамид. М., 1977; В. Замаровский. Их величества пирамиды. М., 1981; 1986; М. В. Кратохвил. Европа в окопах. Л., 1990; М. Руфус. Чтение по ладони. СПб., 2000, в соавторстве с В. А. Каменской; Т. Г. Масарик. Россия и Европа. Т. 3. СПб., 2003, в соавторстве с В. А. Каменской; П. Карваш. Тайна сфинкса. СПб., 2004, в соавторстве с В. А. Каменской и В. Д. Савицким; Карел Чапек. Письма из будущего. СПб., 2005, в соавторстве с В. А. Каменской.

### Переводы пьес
- С чешского: Когоут П. Хорошая песнь. (В соавторстве с Л. С. Друскиным, И. В. Ивановым, В. А. Каменской.) М., 1957; Шрамек Ф. Месяц над рекой. (В соавторстве с И. В. Ивановым.) М., 1958. Шрамек Ф. Месяц над рекой. (В соавторстве с И. В. Иновым.) // Чешская и словацкая драматургия первой половины XX века. Т. 1. М., 1985; Цыныбульк В. Приключения Каима, африканского мальчика. (В соавторстве с В. А. Каменской.) М., 1961; Шамберк Ф. Одиннадцатая заповедь. (В соавторстве с И. В. Иновым.) М., 1973; Чапек К. Адам-творец. (В соавторстве с И. В. Иновым.) // Чапек К. Собр. соч.: В 7 т. М., 1976. Т. 4; Малик Я. Сильвестр // Драматургия Чехословакии. М., 1976; Ванчура В. Учитель и ученик // Чешская и словацкая драматургия первой половины XX века. Т. 1; Восковец И. Цезарь. (В соавторстве с И. В. Иновым // Чешская и словацкая драматургия первой половины XX века. Т. 2; Фишерова Д. Час между псом и волком. М., 1989; Тополь Й. Голоса птиц. (В соавторстве с В. А. Каменской.) М., 1991 (перепечатано: Суфлер. 1996. № 2); Биринский Л. Хоровод масок. (В соавторстве с В. А. Каменской.) // Балтийские сезоны. 2004. № 10; Когоут П. Такая любовь. СПб., 2007; Когоут П. Август, Август, Август. (В соавторстве с В. Д. Савицким.) // Чешская и словацкая драматургия первой половины XX века. Т. 2; Когоут П. Несчастный убийца // Чешская и словацкая драматургия первой половины XX века. Т. 2; Когоут П. Пат, или Игра королей. (В соавторстве с В. Д. Савицким.) // Чешская и словацкая драматургия первой половины XX века. Т. 2; Когоут П. Эрос. (В соавторстве с В. Д. Савицким.) // Чешская и словацкая драматургия первой половины XX века. Т. 2.
- Со словацкого: Халупка Я. Коцурково, или Как нам в дураках не остаться. (В соавторстве с В. Д. Савицким.) // Классическая драматургия стран народной демократии. М., 1955. Т. 1; Карваш П. Патриоты из города Йо, или Королевство за убийство. М., 1990 (перепечатано: Братислава, ЛИТА, 1990); Карваш П. Ночное посещение. (В соавторстве с В. А. Каменской.) // Карваш П. Тайна сфинкса. СПб., 2004; Барч-Иван Ю. Двое // Увядший сад любви: Восемь словацких пьес. СПб., 2008; Горак К. La musica // Увядший сад любви: Восемь словацких пьес; Климачек В. Чехов-боксер // Увядший сад любви: Восемь словацких пьес; Олекшак Р. Молчание // Увядший сад любви: Восемь словацких пьес.

Переводы из чешской и словацкой поэзии В. Незвала, о. Бржезины, В. Шольца, Я. Врхлицкого, Ф. Шрамека, В. Голана, Я. Сейферта, Ф.Галаса, Э. Б. Лукача, М.Руфуса, Л. Фелдека и других.

## Источник информации
- Сын писателя